# Blankenburg (Harz)
Blankenburg (Harz) ist eine Stadt im Landkreis Harz in Sachsen-Anhalt, Deutschland. Sie trägt seit November 2016 den Titel Staatlich anerkannter Erholungsort. Bereits in der Weimarer Republik warb die Stadt „am Harz“ damit, ein bevorzugter Luftkurort zu sein. Anlässlich der 700-Jahr-Feier im Jahre 1937 wurde auf einem Sonderstempel von Blankenburg am Harz die Bezeichnung Die Blüten-Stadt dem Ortsnamen beigefügt.

## Geographie
Die Stadt Blankenburg liegt dicht am östlichen Nordrand des Harzes in etwa 234 m Höhe. Blankenburg befindet sich westlich von Quedlinburg, südlich von Halberstadt und östlich von Wernigerode.
Der nach Norden weitgehend wind- und wettergeschützte Blankenburger Talkessel am Ostharz wird umrahmt von dessen Ausläufern mit dem Schloss Blankenburg im Südwesten und dem gegenüber liegenden westlichen Teil der Teufelsmauer und der Burg Regenstein im Nordosten. Richtung Quedlinburg befinden sich die Sand-Silberscharten-Standorte, ein FFH-Schutzgebiet.
Nur nach Nordosten ist der Talkessel in Richtung Halberstadt geöffnet. Er hat auch kein fließendes Gewässer. Dies findet sich erst im drei Kilometer nördlich von Blankenburg gelegenen Goldbach, der am Kloster Michaelstein vorbei durch dessen Forellenteiche von links zur Bode fließt.

### Stadtgliederung

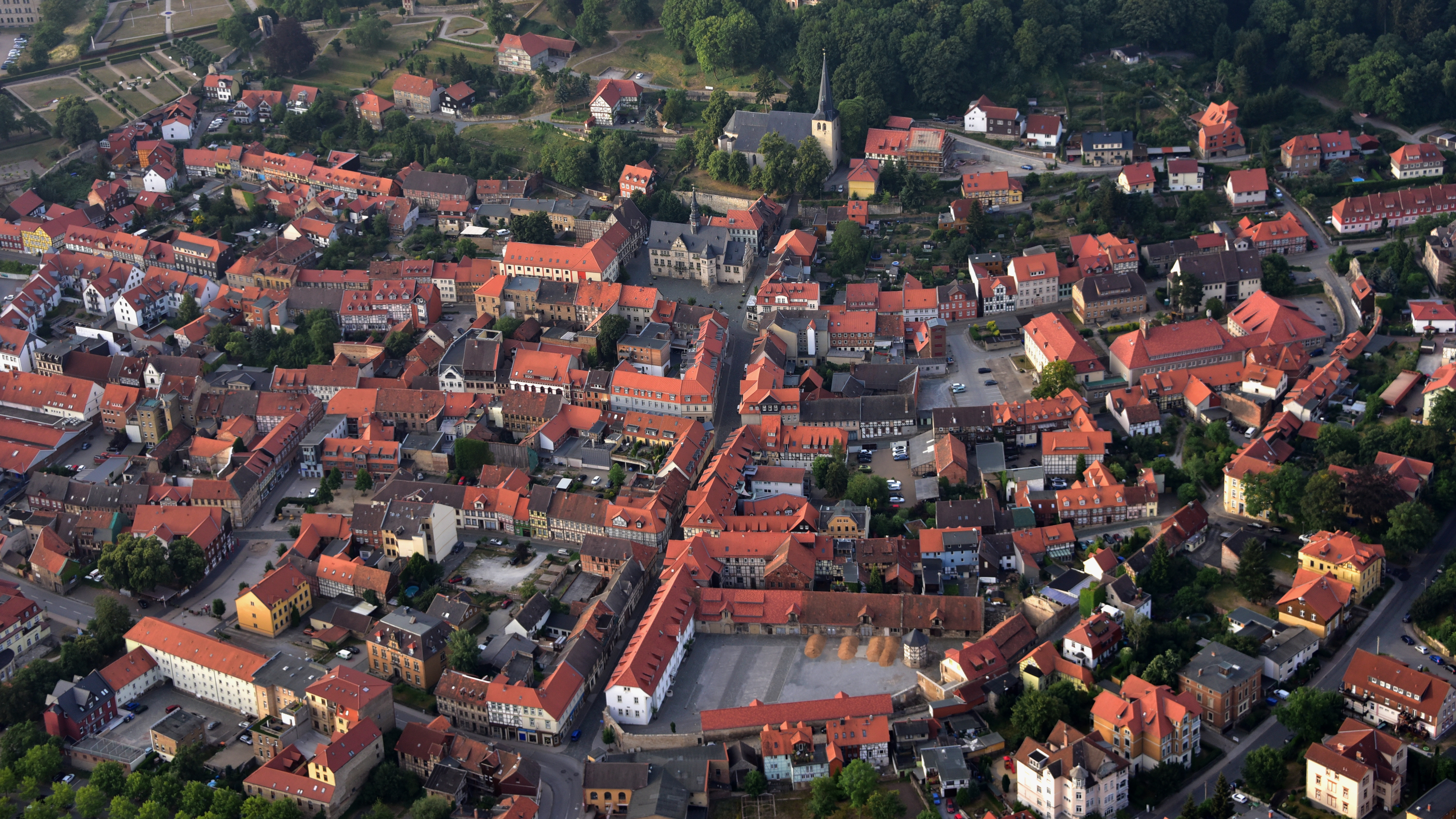
Blankenburg, Luftaufnahme (2018)

Die um 1200 angelegte historische Altstadt schmiegt sich nördlich an den Blankenstein mit dem Schloss Blankenburg. Dieser Stadtkern ist anhand des Verlaufs der ehemaligen und noch bestehenden Stadtmauer nachvollziehbar. Ab dem 18. Jahrhundert kann von einer Überwindung dieser engen Grenzen gesprochen werden. In diese Zeit fällt im Wesentlichen die Anlage der Parks und Gärten sowie repräsentativer Gebäude im barocken Stil. Im 19. Jahrhundert wurden zahlreiche Villen im klassizistischen, historistischen und im Jugendstil erbaut, die sich westlich, nördlich und östlich der Altstadt bis in höhere Berglagen erstrecken. Die Stadtränder sind von Wohn- und Gewerbegebieten des 20. und 21. Jahrhunderts geprägt.
Neben dieser Kernstadt gehören die dörflichen Ortsteile Börnecke, Cattenstedt, Heimburg, Hüttenrode, Timmenrode, Wienrode und die Stadt Derenburg zu Blankenburg (Harz). Am 1. Juli 2014 ist das neue Kommunalverfassungsgesetz des Landes Sachsen-Anhalt in Kraft getreten. In dessen §14 (2) wird den Gemeinden die Möglichkeit gegeben, den Ortsteilen, die vor der Eingemeindung Städte waren, diese Bezeichnung zuzuerkennen. Die Stadt Blankenburg (Harz) hat von dieser Regelung Gebrauch gemacht. Ihre geänderte Hauptsatzung ist mit Wirkung vom 13. Januar 2017 in Kraft getreten.
Des Weiteren existieren noch folgende inoffizielle Bezeichnungen für Gebiete innerhalb der Kernstadt: Birkental, Eichenberg, Gehren, Helsungen, Michaelstein, Oesig, Pfeifenkrug, Regenstein, Sonnenbreite, Stukenbreite und Westend. Einige davon waren bis zur Gebietsreform 2010 offiziell Stadtteile.

### Nachbargemeinden
| Nordharz            |                                             | Halberstadt |
| Wernigerode         | Kompassrose, die auf Nachbargemeinden zeigt | Quedlinburg |
| Oberharz am Brocken |                                             | Thale       |

### Klima

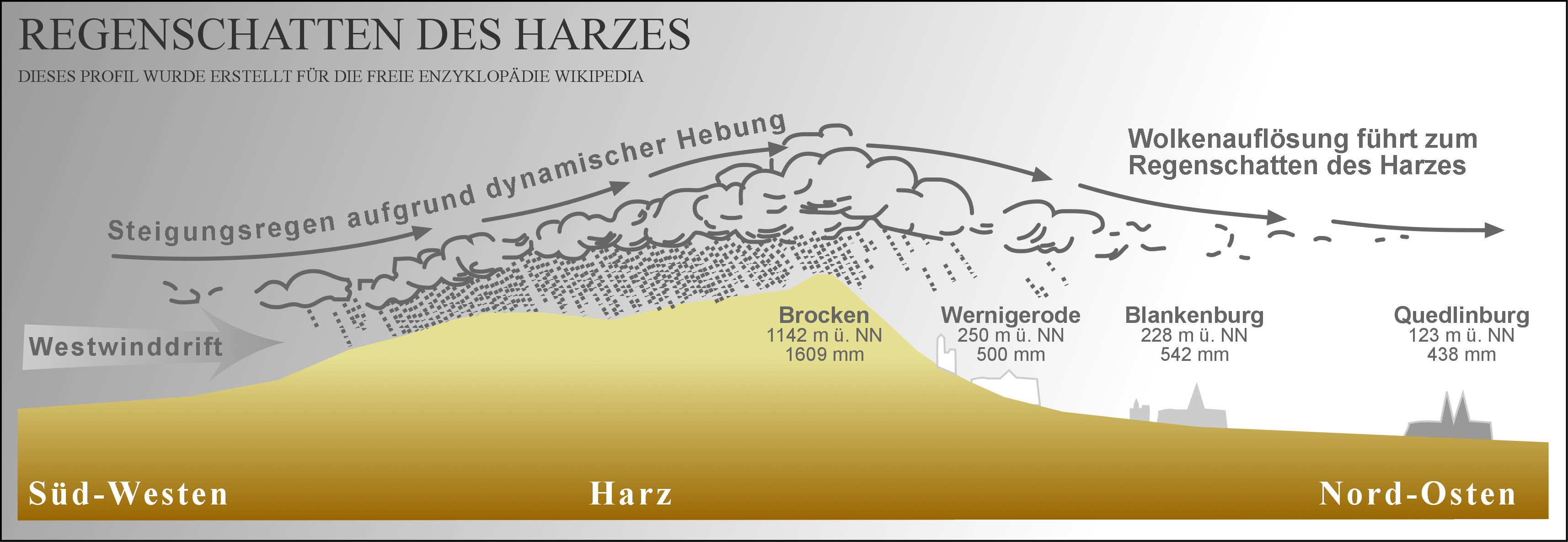
Blankenburg im Regenschatten des Harzes

Die Stadt befindet sich in der gemäßigten Klimazone. Die durchschnittliche Jahrestemperatur in Blankenburg beträgt 9,1 °C. Die wärmsten Monate sind Juli und August mit durchschnittlich 18,3 beziehungsweise 17,9 °C und die kältesten Januar und Februar mit 0,5 beziehungsweise 0,7 °C im Mittel. Der meiste Niederschlag fällt im Juni mit durchschnittlich 86 Millimeter, der geringste im Februar mit durchschnittlich 45 Millimeter.
Das Klima, genauer die Niederschlagsmenge und Temperatur, wird insbesondere in den Sommermonaten durch den vom Mittelgebirge Harz verursachten Steigungsregen beeinflusst. Da die Stadt auf der Regenschattenseite (Lee-Seite) des Harzes liegt, kommt dort weniger Niederschlag an als in ähnlichen klimatisch gemäßigten Regionen ohne einen Schutz durch ein Gebirge. Durch den dabei gelegentlich entstehenden Föhn (sogenannter „Harzföhn“) kommt es außerdem zu einer Temperaturerhöhung.
|                        | Jan  | Feb  | Mär | Apr | Mai  | Jun  | Jul  | Aug  | Sep  | Okt  | Nov | Dez  |   |      |
| Mittl. Temperatur (°C) | 0,2  | 0,7  | 3,8 | 8,6 | 12,9 | 16,1 | 18,3 | 17,9 | 14,2 | 9,6  | 5   | 1,6  | ⌀ | 9,1  |
| Mittl. Tagesmax. (°C)  | 2,5  | 3,7  | 7,5 | 13  | 17,1 | 20,1 | 22,3 | 22,1 | 18,1 | 12,9 | 7,4 | 3,7  | ⌀ | 12,6 |
| Mittl. Tagesmin. (°C)  | −2,2 | −2,2 | 0,1 | 3,7 | 8    | 11,4 | 13,8 | 13,5 | 10,3 | 6,5  | 2,6 | −0,5 | ⌀ | 5,5  |
|                        |      |      |     |     |      |      |      |      |      |      |     |      |   |      |
| Niederschlag (mm)      | 58   | 45   | 58  | 52  | 73   | 76   | 86   | 74   | 65   | 54   | 58  | 61   | Σ | 760  |
|                        |      |      |     |     |      |      |      |      |      |      |     |      |   |      |
| Sonnenstunden (h/d)    | 2,6  | 3,6  | 5,0 | 7,9 | 9,1  | 10,0 | 10,2 | 9,5  | 6,6  | 4,6  | 3,1 | 2,4  | ⌀ | 6,2  |
|                        |      |      |     |     |      |      |      |      |      |      |     |      |   |      |
| Regentage (d)          | 10   | 8    | 10  | 9   | 9    | 9    | 11   | 9    | 9    | 8    | 9   | 10   | Σ | 111  |
|                        |      |      |     |     |      |      |      |      |      |      |     |      |   |      |
| Luftfeuchtigkeit (%)   | 85   | 83   | 79  | 71  | 71   | 70   | 69   | 70   | 76   | 82   | 87  | 86   | ⌀ | 77,4 |

| −2,2 |

| −2,2 |

| 0,1 |

| 3,7 |

| 8 |

| 11,4 |

| 13,8 |

| 13,5 |

| 10,3 |

| 6,5 |

| 2,6 |

| −0,5 |

| −2,2 |

| −2,2 |

| 0,1 |

| 3,7 |

| 8 |

| 11,4 |

| 13,8 |

| 13,5 |

| 10,3 |

| 6,5 |

| 2,6 |

| −0,5 |

## Geschichte

### Von der Stadtgründung bis 1599

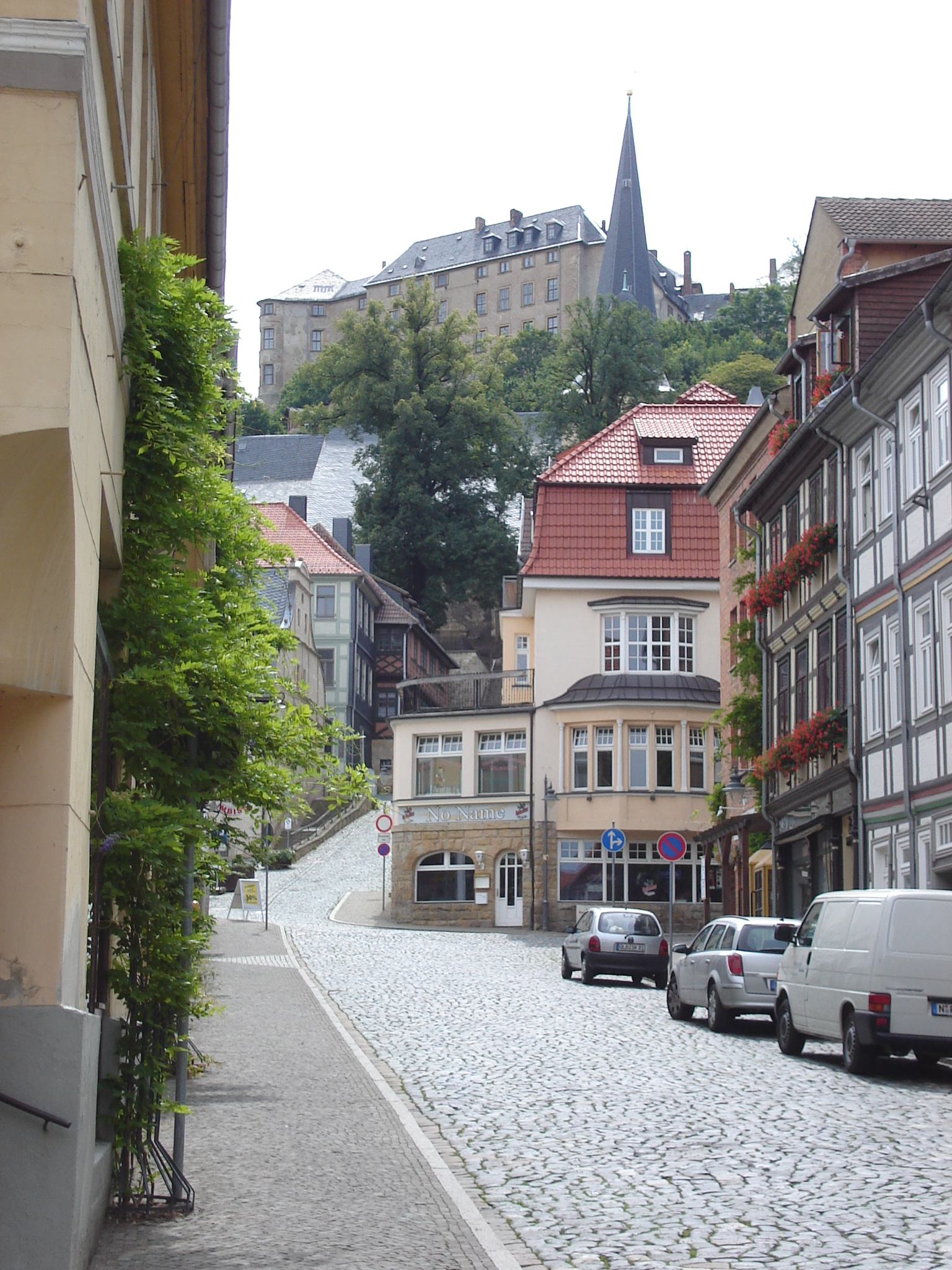
Blankenburg mit dem Großen Schloss im Hintergrund

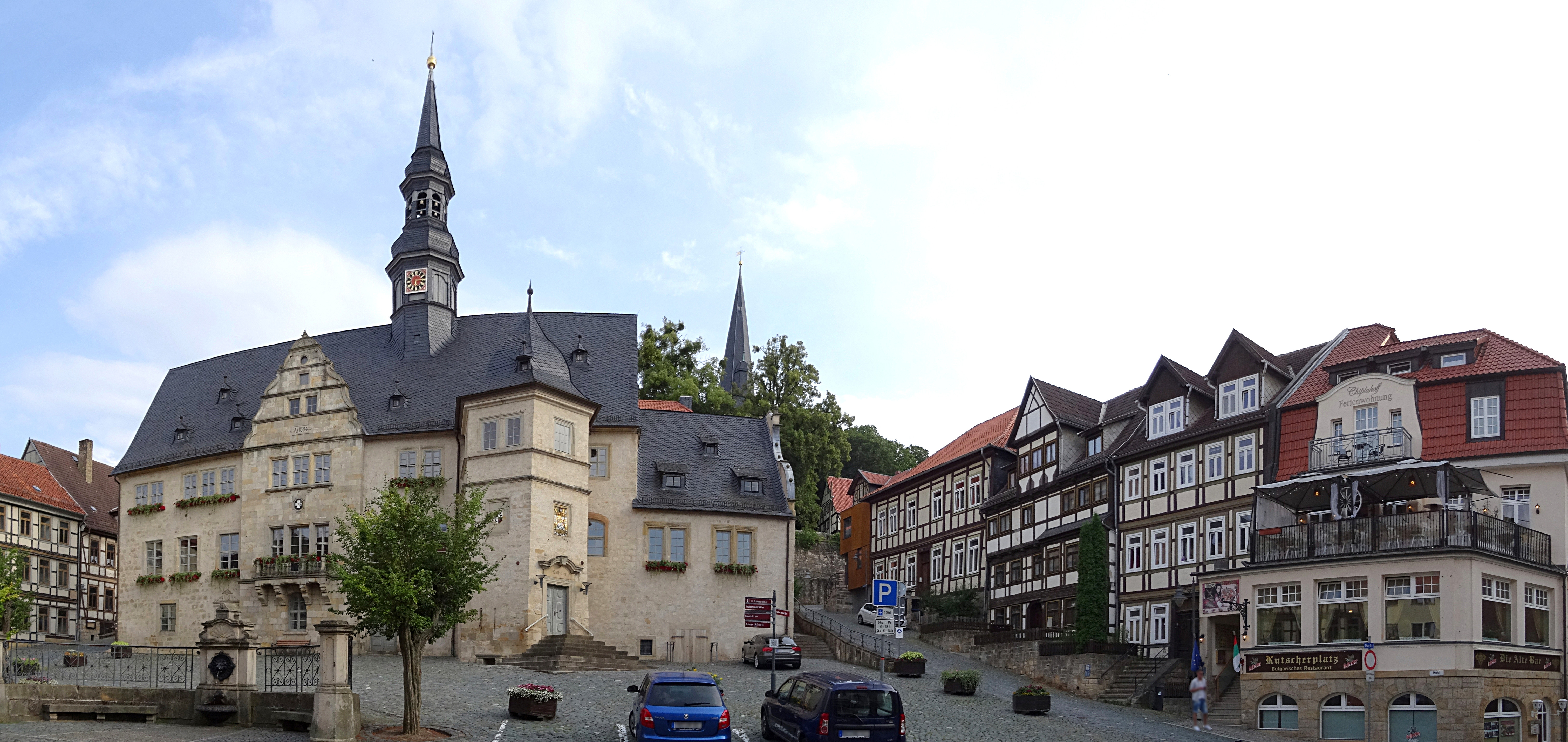
Marktplatz mit Rathaus

Funde in der weiteren Umgebung der Stadt Blankenburg verweisen auf unterschiedliche Besiedlungsphasen des nördlichen Harzvorlandes seit der Jungsteinzeit bis in die Römische Kaiserzeit. Für die Zeit von ca. 400 bis 600 n. Chr., die sogenannte Völkerwanderungszeit, kann aufgrund fehlender archäologischer Spuren eine Entvölkerung dieser Region angenommen werden.
Die erste urkundliche Erwähnung der Burg Blankenburg geht auf das Jahr 1123 in einer Urkunde Kaisers Lothar von Supplinburg zurück. Dieser überließ wenige Jahre später seinem Gefolgsmann Poppo I. von Blankenburg die Anlage. Den Nachkommen Poppos, die als Grafen von Regenstein-Blankenburg bezeichnet werden, unterstanden in der Folgezeit die nahe Burg Regenstein und auch die Burg Heimburg. Die sich herausbildende Grafschaft Blankenburg bestand als ein welfisches Lehen, wobei die Lehnshoheit gelegentlich auch durch das Bistum Halberstadt eingefordert wurde. 1180/82 ließ Friedrich Barbarossa die Blankenburg verwüsten, weil sich die Grafen der „Alleintreue“ zu dem Welfen Heinrich dem Löwen verschworen hatten.
Eine erste Erwähnung der Stadt Blankenburg findet sich zweifelsfrei in einer Urkunde des Bischofs von Halberstadt aus dem Jahr 1212. Die Stadt entstand demnach um 1200 als planmäßige Anlage zwischen der namensgebenden Burg und der nördlich gelegenen älteren Siedlung Linzke. Dieses Dorf fiel im Übergang vom Mittelalter zur frühen Neuzeit wüst und ging vollständig in der Stadt Blankenburg auf. Die Bausubstanz des Blankenburger Rathauses geht vor allem auf das späte Mittelalter und die Renaissancezeit zurück. Eine sich am Bergeshang abbildende hierarchische Struktur von weltlicher Herrschaft (Burg/Schloss), Kirche (St. Bartholomäus) und Bürgertum (Rathaus) ist stadtbildprägend und die mittelalterliche Struktur durch Reste der Stadtmauer und durch die Straßenverläufe der Altstadt heute noch erkennbar.
Mitte des 13. Jahrhunderts verpfändete die Äbtissin von Quedlinburg abteiliche Güter an Blankenburger Juden. Diese haben offenbar in Blankenburg und auch in Quedlinburg gewohnt. Eine Synagoge ist für Blankenburg jedoch nicht belegt. Die älteste Pfarrkirche der Stadt St. Bartholomäus entstand Ende des 12. Jahrhunderts und zeugt baulich von unterschiedlichen Nutzungsphasen, u. a. als Doppelkloster (weltliches Chorherrenstift und Zisterzienserinnen). Im 14. Jahrhundert übernahm die Heimburger Linie der Grafen Regenstein-Blankenburg nach dem Aussterben der anderen Blankenburger Linien die Hoheit über Stadt und Burg. Innungsrechte, das heißt die Erlaubnis zur Bildung von Handwerkszünften, werden erstmals um 1380 von den Blankenburger Grafen vergeben.
Nach dem Tode des letzten Grafen von Regenstein, Johann Ernst, fiel sie 1599 als „erledigtes Lehen“ an die Herzöge zu Braunschweig-Lüneburg zurück.

### Von der Verwüstung zur Residenzstadt

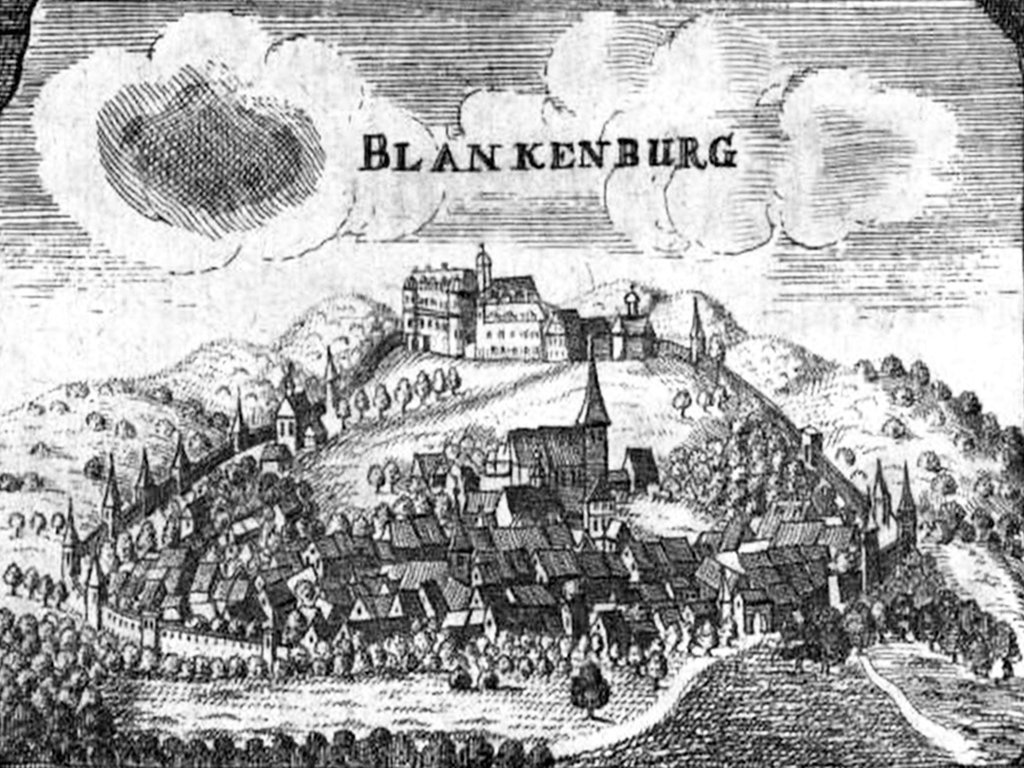
Blankenburg um 1708 vor dem Ausbau zur Residenzstadt

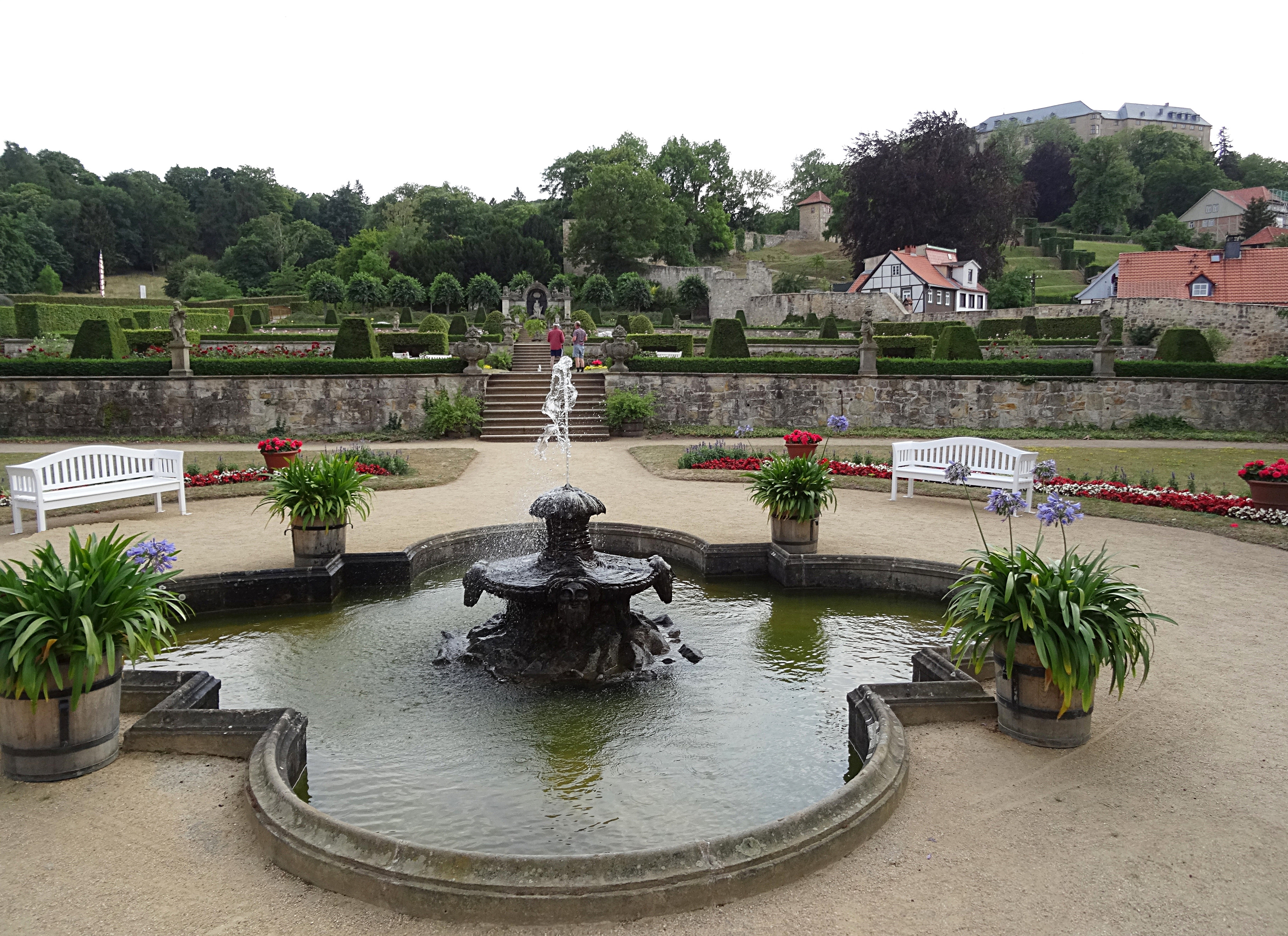
Barocke Gärten am Schlossberg

Mit einer Anzahl von 255 Häusern im Jahre 1616 kann Blankenburg als eine Stadt mittlerer Größe der weiteren Region zu dieser Zeit gelten. Von den Auswirkungen des Dreißigjährigen Krieges blieb die Stadt lange verschont, wurde jedoch schließlich durch den Oberst Jean de Merode unter der Befehlsgewalt Wallensteins hart bedrängt und 1625 besetzt. Neun im Rathaus eingemauerte Kanonenkugeln erinnern an diese Begebenheiten. Nach dem Krieg lag die Stadt weitestgehend brach und verarmte, erste Maßnahmen des Wiederaufbaus wurden jedoch schon durch den um Blankenburg bemühten Herzog Rudolf August gefördert.
Die Herzöge zu Braunschweig-Lüneburg machten den Ort im 17. Jahrhundert zu einer Nebenresidenz, die ihre Blütezeit (1690–1731) unter Herzog Ludwig Rudolf, dem zweiten Sohn Anton Ulrichs von Wolfenbüttel, hatte. Rudolf erhielt Blankenburg 1707 als Paragium. Gleichzeitig wurde die Grafschaft Blankenburg zu einem Reichsfürstentum erhoben und bis 1731 selbständig regiert, dann aber durch Ludwig Rudolf wieder mit Braunschweig vereint. Durch die fürstliche Förderung von Berg- und Hüttenwesen erlebte die Stadt auch einen wirtschaftlichen Aufschwung. Unter Ludwig Rudolf wurden viele repräsentative Gebäude und Anlagen geschaffen, deren Entwürfe nicht selten vom Baumeister Hermann Korb stammten. Die im Dreißigjährigen Krieg entstandenen Baulücken wurden geschlossen, wobei eine vollständige Bebauung innerhalb der Stadtmauern erst wieder Mitte des 19. Jahrhunderts erreicht werden konnte.
Herzog Ludwig Rudolf sorgte für ein reges kulturelles Leben mit Festspielen und Theateraufführungen. Am 22. November 1717 trat auf Schloss Blankenburg erstmals als Schauspielerin Friederike Caroline Neuber auf. Als ihr Mäzen förderte Ludwig Rudolph gemeinsam mit seiner Ehefrau Christine Luise die deutsche Theaterreform. Nicht zuletzt durch Bemühungen um sein Blankenburger Gut und die Unterstützung des Regenten prägte Berend Lehmann diese Zeit deutlich, so dass beispielsweise für kurze Zeit sogar eine hebräische Druckerei in der Stadt existierte.
Neubauten und Umbauten unter Herzog Ludwig Rudolf
| - Umbau des Großen Schlosses zur barocken Residenz - Herzogliche Domäne in der Altstadt - Barocke Gärten mit Kleinem Schloss - Schützenhaus auf dem Thie (nicht erhalten) - Palais Behrend Lehmanns (Heutige Stadtverwaltung) | - Lustschlösschen Luisenburg - Stiftung des barocken Altars der Bartholomäuskirche - Neubau des Hospitals Georgenhof - Kirche im Kloster Michaelstein - Wiederaufbau der Katharinenkirche als Garnisonskirche |

Nach dem Tode Ludwig Rudolfs im Jahre 1735 wurde Blankenburg Witwensitz seiner Witwe Christine Luise von Oettingen-Oettingen bis zu deren Tode 1747. Sie verfügte, dass die reichhaltige Bibliothek ihres Gemahls zur Erinnerung an ihn auf Schloss Blankenburg verbleiben sollte. Diese wurde jedoch später nach Braunschweig in das 1745 eröffnete Collegium Carolinum und 1764 in die Herzog August Bibliothek nach Wolfenbüttel überführt. Im Siebenjährigen Krieg gewährte die völlige Neutralität der Stadt dem braunschweigischen Hofe unter Karl I. von Braunschweig-Wolfenbüttel eine sichere Zuflucht. In Blankenburg wohnte auch der spätere französische König Ludwig XVIII. nach seiner Flucht aus Dillingen unter dem Namen „Graf von Lille“ vom 24. August 1796 bis zum 10. Februar 1798. Seit 1731 war das Fürstentum zwar dauernd mit Braunschweig-Wolfenbüttel in Personalunion verbunden, blieb jedoch bis 1805 selbständiger Reichsstand.

### Von 1805 bis Ende des Zweiten Weltkriegs

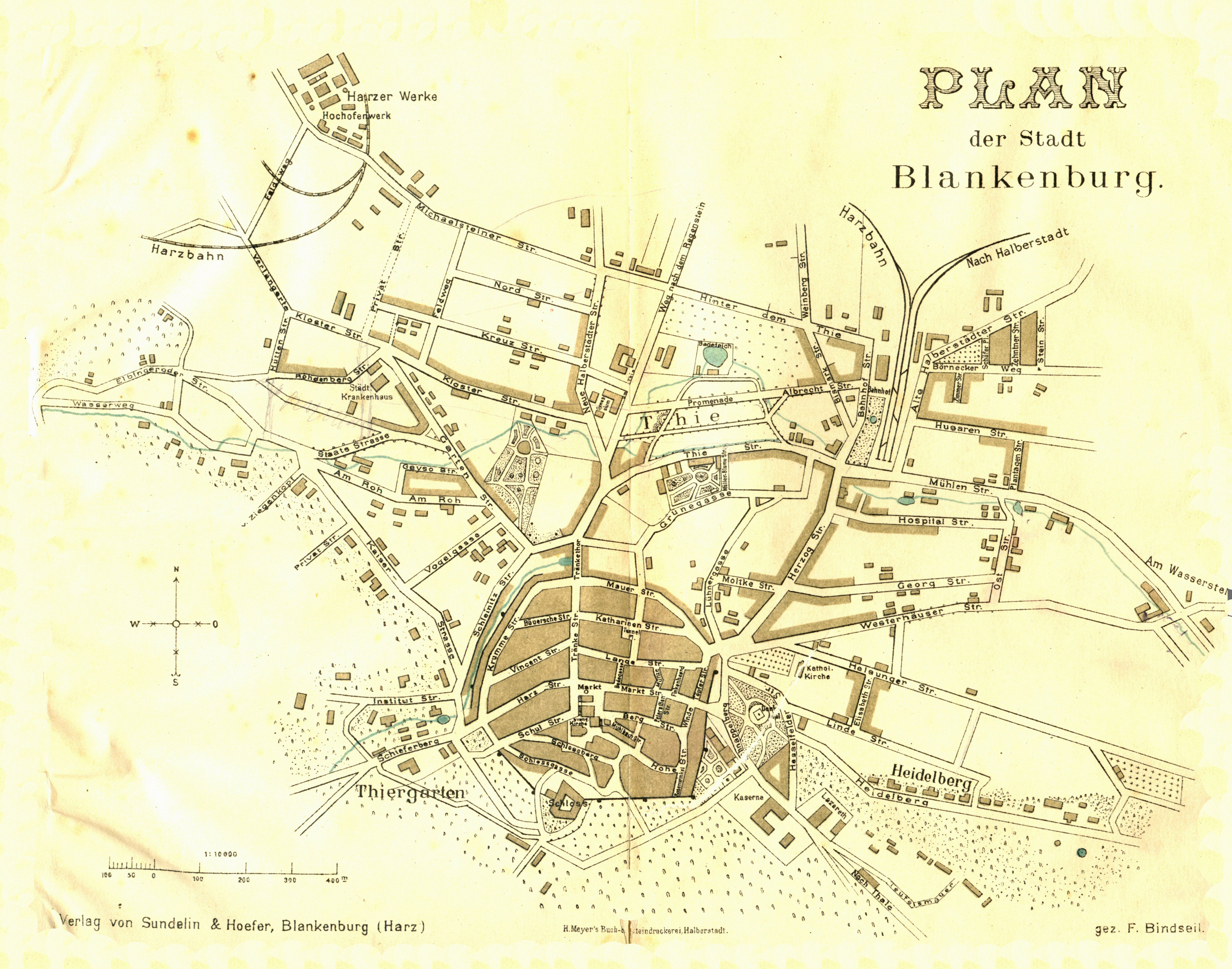
Stadtplan von 1891

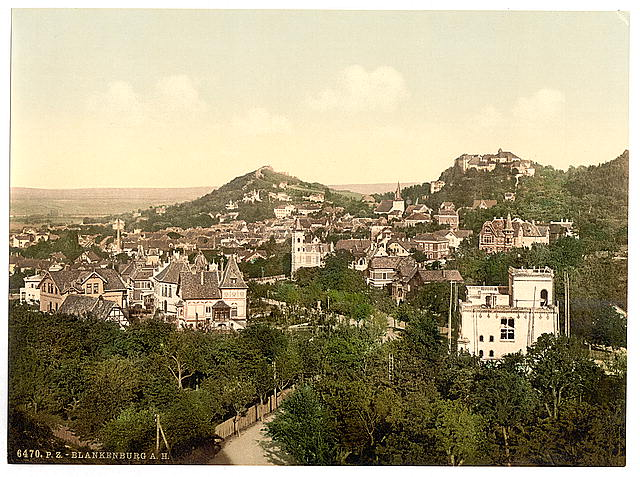
Blankenburg um 1900 mit Villen im Vordergrund

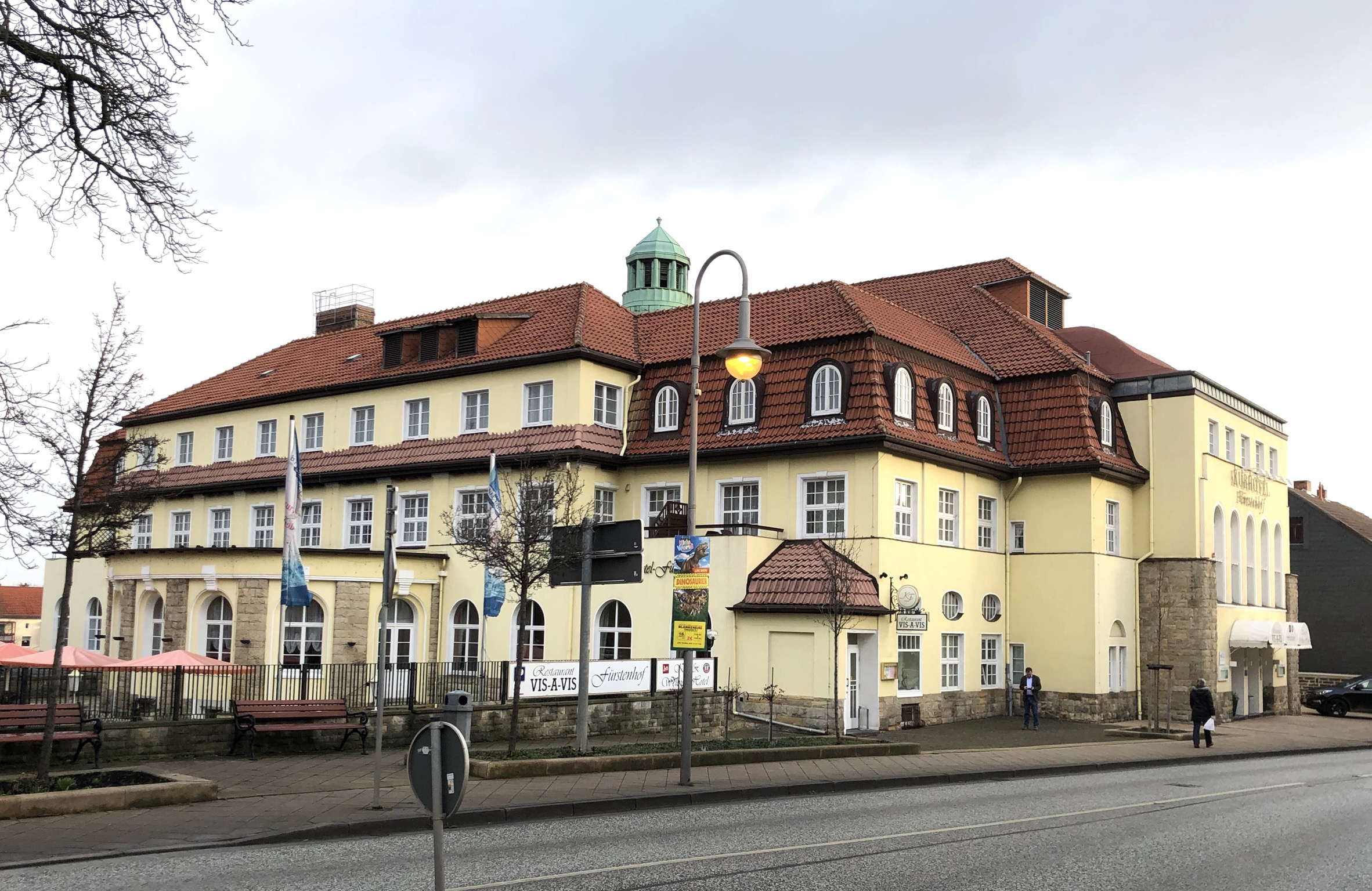
Kurhotel Fürstenhof (erbaut 1895), 2020

Von 1807 bis 1813 gehörte Blankenburg zum Königreich Westphalen. Nach dem Wiener Kongress wurde aus dem Fürstentum Braunschweig-Wolfenbüttel das Herzogtum Braunschweig gebildet. Die Braunschweigischen Harzgebiete und das Gebiet des Fürstentums Blankenburg wurden 1833 zum Landkreis Blankenburg zusammengefasst. Ab 1850 bestand in der Stadt das Amtsgericht Blankenburg.
Mit der Reichsgründung 1871 kam es zu einem wirtschaftlichen Aufschwung in der Harzstadt. 1872 erfolgte die Gründung der Harzer Werke zur Verhüttung und Verarbeitung der Erze des Blankenburger Gebietes und 1873 der Anschluss an das Schienennetz durch die Halberstadt-Blankenburger Eisenbahn. Gleichzeitig nahm der Fremdenverkehr zu, so dass Hotels und Pensionen entstanden. Unter diesen positiven Voraussetzungen nahm auch die Bevölkerungszahl erheblich zu. Einerseits ließen sich deutsche und polnische Arbeiter aus dem Osten nieder, für die 1882 die katholische Kirche St. Josef gebaut wurde, andererseits wählten Pensionäre aus Braunschweig und anderen naheliegenden Großstädten die Sommerresidenz der Herzöge von Braunschweig als Altersruhesitz. In dieser Zeit wurden an vielen neu angelegten Hangstraßen Villen gebaut. 1885 wurde auch die Strecke der Rübelandbahn eingeweiht.
Der Naturheilkundler Adolf Just gründete 1918 die Heilerde-Gesellschaft Luvos Just GmbH in Blankenburg. In dieser Tradition stehen auch Bau und Inbetriebnahme des Teufelsbads 1938 und die folgende Anerkennung als Heilbad 1940. Am Rande der Stadt besteht diese Tradition durch die Teufelsbad Fachklinik fort, wobei der Status als Heilbad zugunsten eines anderen touristischen Gesamtprofils seit dem 21. Jahrhundert nicht weiter angestrebt wird.
Bereits zu Beginn der Zeit des Nationalsozialismus wurden Nazigegner verfolgt und ermordet. Bei einer berüchtigten Aktion des Braunschweiger SS-Führers Friedrich Jeckeln wurden im September 1933 140 Kommunisten und Sozialdemokraten in der Gastwirtschaft „Zur Erholung“ zusammengetrieben. Hier und im Blankenburger Hof wurden sie schwer misshandelt, so dass einige an den Folgen starben. Im Gefolge der Novemberpogrome 1938 wurden Blankenburger Juden in verschiedene Lager deportiert. Bei der Volkszählung am 17. Mai 1939 waren noch zwölf jüdische Bürger registriert, darunter fünf Männer.
Während des Zweiten Weltkriegs wurde in den Klosterwerken (Harzer Werke) Dr. Dasch das Außenlager Blankenburg-Oesig des KZ Buchenwald eingerichtet und kurz darauf dem KZ Mittelbau-Dora unterstellt, in dem rund 500 Häftlinge in den Klosterwerken und den Oda-Werken Zwangsarbeit verrichten mussten. Außerdem bestand ein von der Gestapo betriebenes Arbeitslager für „Halbjuden“, die zur Schwerstarbeit gezwungen wurden. Ein weiteres Lager wurde im Februar 1945 mit Häftlingen des Auschwitzer Außenlagers Fürstengrube belegt und als Außenlager Blankenburg-Regenstein geführt.
Die Besetzung der von der Wehrmacht weitgehend geräumten Stadt am 20. April 1945 durch US-Truppen erfolgte nach mehrtägigen Jagdbomber-Angriffen, Artillerie- und Panzerbeschuss. Es gab entsprechende Zerstörungen und Opfer auch unter der Zivilbevölkerung.

### Vom Kriegsende 1945 bis heute
Von 1815 bis 1945 war Blankenburg die Kreisstadt des gleichnamigen Landkreises Blankenburg. Bei der Einteilung Deutschlands in Besatzungszonen 1945 wurde der Landkreis Blankenburg zwar nach der Potsdamer Konferenz und dem Londoner Protokoll der britischen Zone zugeordnet. Da der größere Ostteil des Kreises aber nur durch eine Straße und eine Schmalspurbahn mit dem Rest der britischen Zone verbunden war, wurde die Grenzziehung korrigiert und Blankenburg der sowjetischen Besatzungszone zugesprochen. Der größte Teil des Kreises gehörte somit später zur DDR und danach zum Land Sachsen-Anhalt. Der Hauptteil des ehemaligen Freistaats Braunschweig kam zur britischen Zone und damit zu Niedersachsen. 
Seit 1952 gehörte Blankenburg zum Landkreis Wernigerode. In der Nachkriegszeit wuchs die Bevölkerung der Stadt durch den Zuzug von Aussiedlern und Flüchtlingen aus den deutschen Ostgebieten.
Die Stollen der Anlage Blankenburg-Regenstein wurden seit 1974 von der Nationalen Volksarmee der DDR als großes und atombombensicheres Munitionsdepot genutzt und ausgebaut. 1992 bezog die Bundeswehr das 8 km lange Stollensystem und legte dort „die größte unterirdische Apotheke der Welt“ an: für Routine-Aufgaben der Bundeswehr, aber auch für Katastrophenhilfe in aller Welt und für den militärischen „Ernstfall“.
Ab 1987 wurde die Kirche St. Bartholomäus zur Begegnungsstätte politischer Gegner des politischen Systems der DDR. Im Jahr 1990 war Blankenburg Ausrichter des Kulturfestes Tag der Braunschweigischen Landschaft. Im selben Jahr wurde Blankenburg wiederum Teil des neugegründeten Landes Sachsen-Anhalt. Nach der deutschen Wiedervereinigung begann die Umstrukturierung der Blankenburger Verwaltung. Die Sanierung des historischen Gebäudebestands (Altstadt, Gärten und Schloss), der demographische Wandel sowie der Erhalt und die Stärkung der Infrastruktur und Wirtschaft wurden zu Kernaufgaben nach 1990. Am 25. Mai 2009 erhielt die Stadt den von der Bundesregierung verliehenen Titel „Ort der Vielfalt“.
Seit 2007 ist Blankenburg Teil des Landkreises Harz. Am 1. Januar 2010 wurden die ehemals selbständigen Orte Cattenstedt, Derenburg, Heimburg, Hüttenrode, Timmenrode und Wienrode eingemeindet.
Zur Darstellung der Entwicklung des Postwesens siehe: Postgeschichte von Blankenburg und Postroute Braunschweig-Blankenburg

## Bevölkerung
| Jahr | Einwohner |
| ---- | --------- |
| 2006 | 20.357    |
| 2010 | 21.911    |
| 2015 | 20.294    |
| 2020 | 19.374    |

| Jahr | Einwohner |
| ---- | --------- |
| 2021 | 19.248    |
| 2022 | 19.441    |
| 2023 | 19.319    |
| 2024 | 18.970    |

Stand: 31. Dezember des jeweiligen Jahres (Angaben des Statistischen Landesamtes Sachsen-Anhalt), ab 2011 auf Basis des Zensus 2011, ab 2022 auf Basis des Zensus 2022
Die Zunahme der Einwohnerzahl zwischen 2006 und 2010 ist auf Eingemeindungen zurückzuführen.

## Politik

### Stadtrat
Der Stadtrat von Blankenburg besteht aus 28 Mitgliedern und dem Bürgermeister. Die Kommunalwahl am 9. Juni 2024 führte bei einer Wahlbeteiligung von 60,7 % zu folgendem Ergebnis:
| Partei / Wählergruppe               | Stimmenanteil 2019 | Sitze 2019 |        | Stimmenanteil 2024 | Sitze 2024 |
| ----------------------------------- | ------------------ | ---------- | ------ | ------------------ | ---------- |
| CDU                                 | 30,0 %             | 8          | 34,0 % | 9                  |            |
| AfD                                 | 11,4 %             | 3          | 28,2 % | 8                  |            |
| Pro Blankenburg                     | 10,1 %             | 3          | 10,5 % | 3                  |            |
| SPD                                 | 07,9 %             | 2          | 08,4 % | 2                  |            |
| Die Linke                           | 11,0 %             | 3          | 05,9 % | 2                  |            |
| Freiwillige Feuerwehr Derenburg     | 05,6 %             | 2          | 05,6 % | 2                  |            |
| Wählergemeinschaft Timmenrode       | 03,0 %             | 1          | 03,1 % | 1                  |            |
| Bündnis 90/Die Grünen               | 06,9 %             | 2          | 02,2 % | 1                  |            |
| Interessengemeinschaft Pro Heimburg | 01,9 %             | –          | 01,1 % | –                  |            |
| FDP                                 | 02,1 %             | 1          | 01,0 % | –                  |            |
| Union Blankenburg                   | 04,5 %             | 1          | –      | –                  |            |
| Bürgeraktiv Wienrode                | 02,9 %             | 1          | –      | –                  |            |
| Wählergemeinschaft Cattenstedt      | 02,6 %             | 1          | –      | –                  |            |
| Insgesamt                           | 100 %              | 28         | 100 %  | 28                 |            |

### Bürgermeister
| - 1850–1859: Carl Löbbecke - 1859–1871: August Otto - 1872–1880: David Trolldenier - 1880–1887: Heinrich Pittmeyer - 1887–1890: Robert Bodemann - 1890–1895: Kurt Huisken - 1896–1898: Ernst Salemon - 1898–1933: Karl Zerbst - 1933–1934: Werner Doenecke (zwangspensioniert) - 1935–1938: Erich Kämpfert - 1939–1945: Curt/Carl Philipp - 1945: ? Bock, Syndikus - 1945: Friedrich Paffroth - 1945: Richard Salge | - 1945–1950: Richard Buchhorn - 1950: Franz Halmke - 1950–1951: Mikolajczyk - 1951–1954: Karl Oppermann - 1954–1964: Anna Kumpf - 1964–1973: Otto Vieweg - 1973–1982: Manfred Jünger - 1982–1989: Karin Renner - 1989–1990: Eckhard Kelle - 1990–1994: Bodo Kayser; Stadtdirektor: Manfred Rohrbach - 1994–2001: Heinz A. Behrens - 2001–2008: Frank Schade - 2008–2015: Hanns-Michael Noll - seit 2015: Heiko Breithaupt (CDU) |

Breithaupt wurde in der Bürgermeisterwahl am 22. März 2015 mit 52,7 % der gültigen Stimmen gewählt. Am 27. Februar 2022 wurde er mit 83,6 % der gültigen Stimmen in seinem Amt bestätigt. Seine Amtszeit beträgt sieben Jahre.

### Städtepartnerschaften und -freundschaften
- Georgsmarienhütte, Niedersachsen
- Herdecke, Nordrhein-Westfalen
- Meerbusch, Nordrhein-Westfalen
- Ostrzeszów, Polen (Woiwodschaft Großpolen)
- Wolfenbüttel, Niedersachsen

### Wappen, Flagge und Banner
| Banner, Wappen und Hissflagge |  |
|                               |  |
|                               |  |

Das aktuelle Wappen wurde am 23. Juli 2016 im Amtsblatt in Kraft gesetzt und durch das frühere ersetzt; seine Blasonierung ist: „In Schwarz ein gefugter und gezinnter silberner Rundturm mit Sockel und schwarzer Toröffnung, begleitet vorn von einem silbernen Schild mit roter Hirschstange und hinten von einem silbernen Spangenhelm mit roten Hirschstangen als Helmzier.“ Die beiden Hauptfarben des Wappens sind Silber (Weiß) und Schwarz.
Die Hissflagge ist schwarz-rot geteilt und mittig mit dem Stadtwappen belegt; das Banner ist schwarz-rot gespalten mit dem aufgelegten Wappen in der Mitte des Tuches.
Die vorhergehende Blasonierung lautete: „In Schwarz einen silbernen, auf einem gemauerten Sockel stehenden Turm mit in der Mitte ummauerter halbrunder, roter Toröffnung, oben von fünf Zinnen bekränzt; rechts begleitet von einem Schild in Silber mit nach links gewandter, vierendiger roter Hirschstange, links begleitet von einem silbernen Topfhelm mit zwei aufgesetzten, nach außen gewandten roten vierendigen Hirschstangen als Helmzier.“
Neben dem Turm als Sinnbild der Befestigung stehen Wappenschild und Helmzier der Grafen von Regenstein.

## Sehenswürdigkeiten  und Kultur

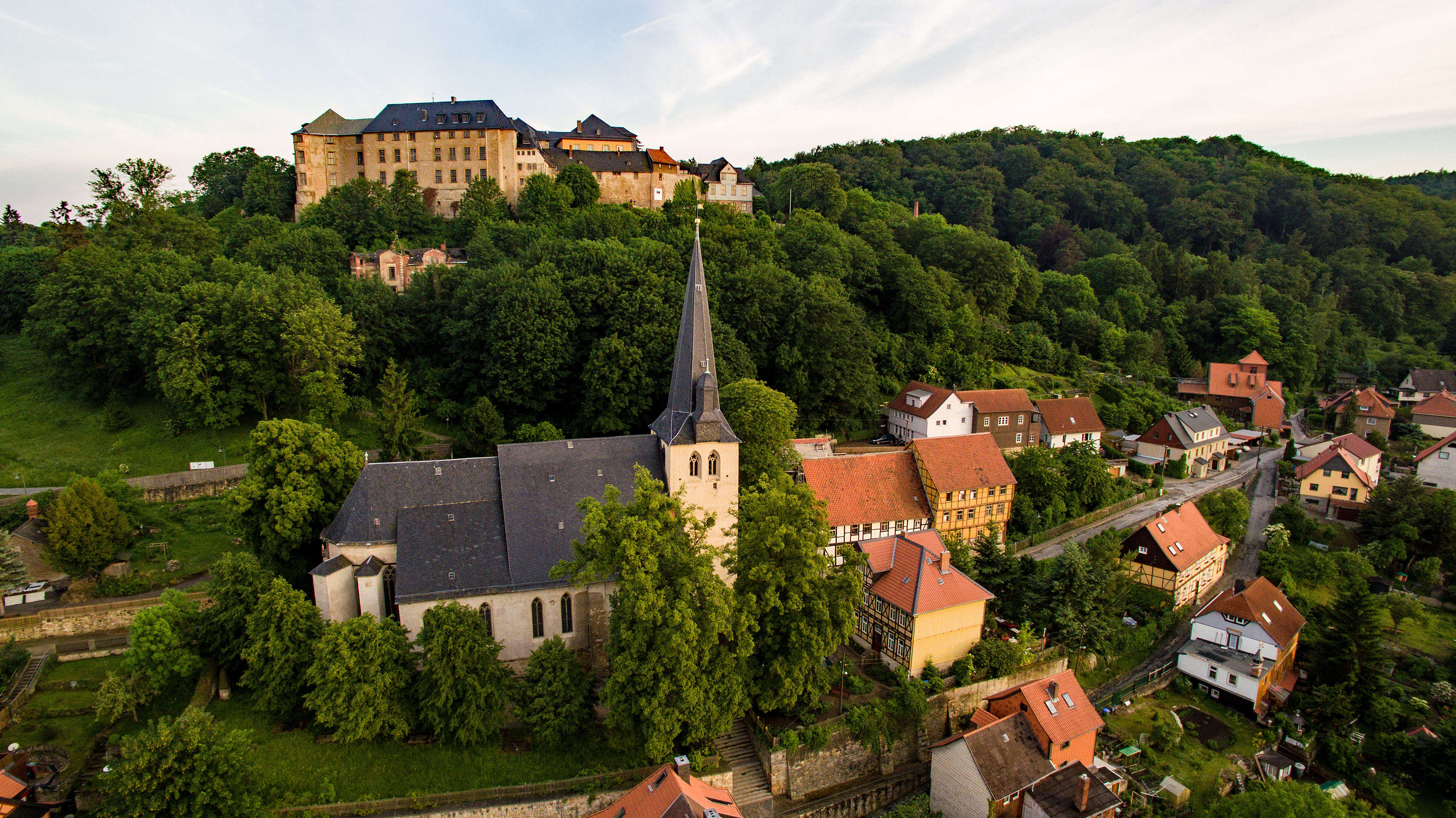
Luftaufnahme des Schlosses, davorliegend die Bergkirche St. Bartholomäus

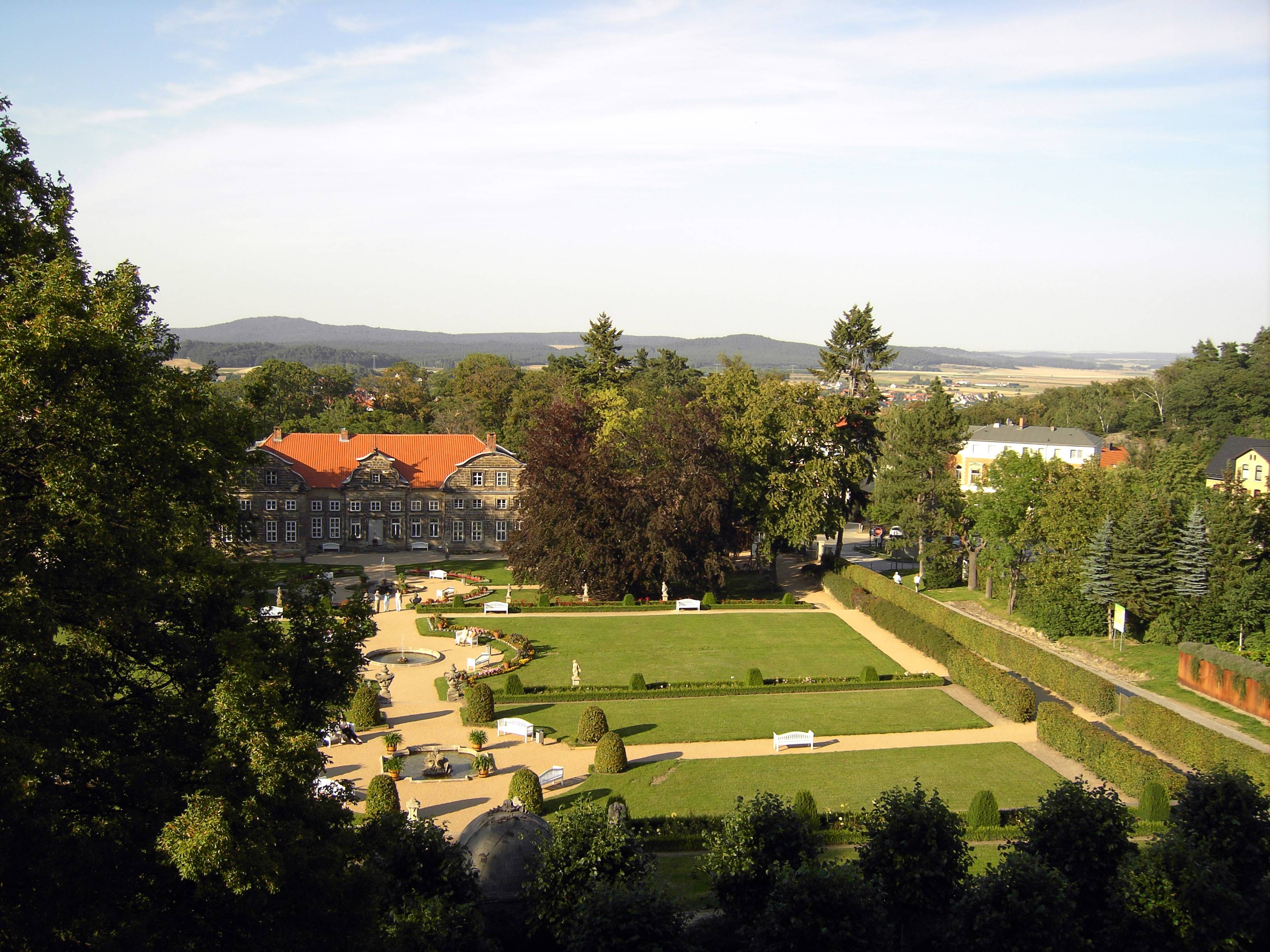
Kleines Schloss mit Parkanlage

### Bauwerke und Naturdenkmale
- Barockes Schloss Blankenburg (Harz) u. a. mit restauriertem und gelegentlich bespieltem Theatersaal
- Barockes Kleines Schloss mit den dabeibefindlichen Schlossgärten, die zum Netzwerk Gartenträume Sachsen-Anhalt gehören
- Schlosshotel Blankenburg (frühere Schlosskaserne) und das Kurhotel Fürstenhof
- Reste des ehemaligen Lustschlösschens Luisenburg
- Geologisches Naturdenkmal Teufelsmauer als bizarre Sandstein-Formation, die durch Wanderwege erschlossen ist sowie prähistorische und historische Bearbeitungsspuren an den Felsen aufweist
- Aussichtsturm Wilhelm-Raabe-Warte westlich von Blankenburg (Harz) auf dem Eichenberg
- Aussichtsturm Ziegenkopf mit Gastronomie
- Ruine Burg und Festung Regenstein. Unterhalb des Regensteins befinden sich die sogenannten Sandhöhlen im Heers und unweit davon die Reste der Regensteinmühle mit Grabensystem.
- Ehemaliges Zisterzienserkloster Kloster Michaelstein beherbergt heute die Musikakademie Sachsen-Anhalt für Bildung und Aufführungspraxis und unterhält u. a. ein Instrumentenmuseum
- Waldfriedhof Blankenburg (Harz) im Osten der Stadt
- Des Weiteren verfügt die Stadt Blankenburg (Harz) über einen in seiner Struktur erhaltenen mittelalterlichen Stadtkern mit Gebäuden unterschiedlicher Epochen (u. a. das mittelalterliche Fachwerkhaus Bäuersche Straße 17, das in seiner Gestalt renaissancezeitliche Rathaus, die Obere Mühle) und an die Altstadt angrenzende sehenswerte Villenviertel aus der Wende zum 20. Jahrhundert sowie die in Teilen erhaltene, mittelalterliche Stadtbefestigung Blankenburg.

### Kirchen

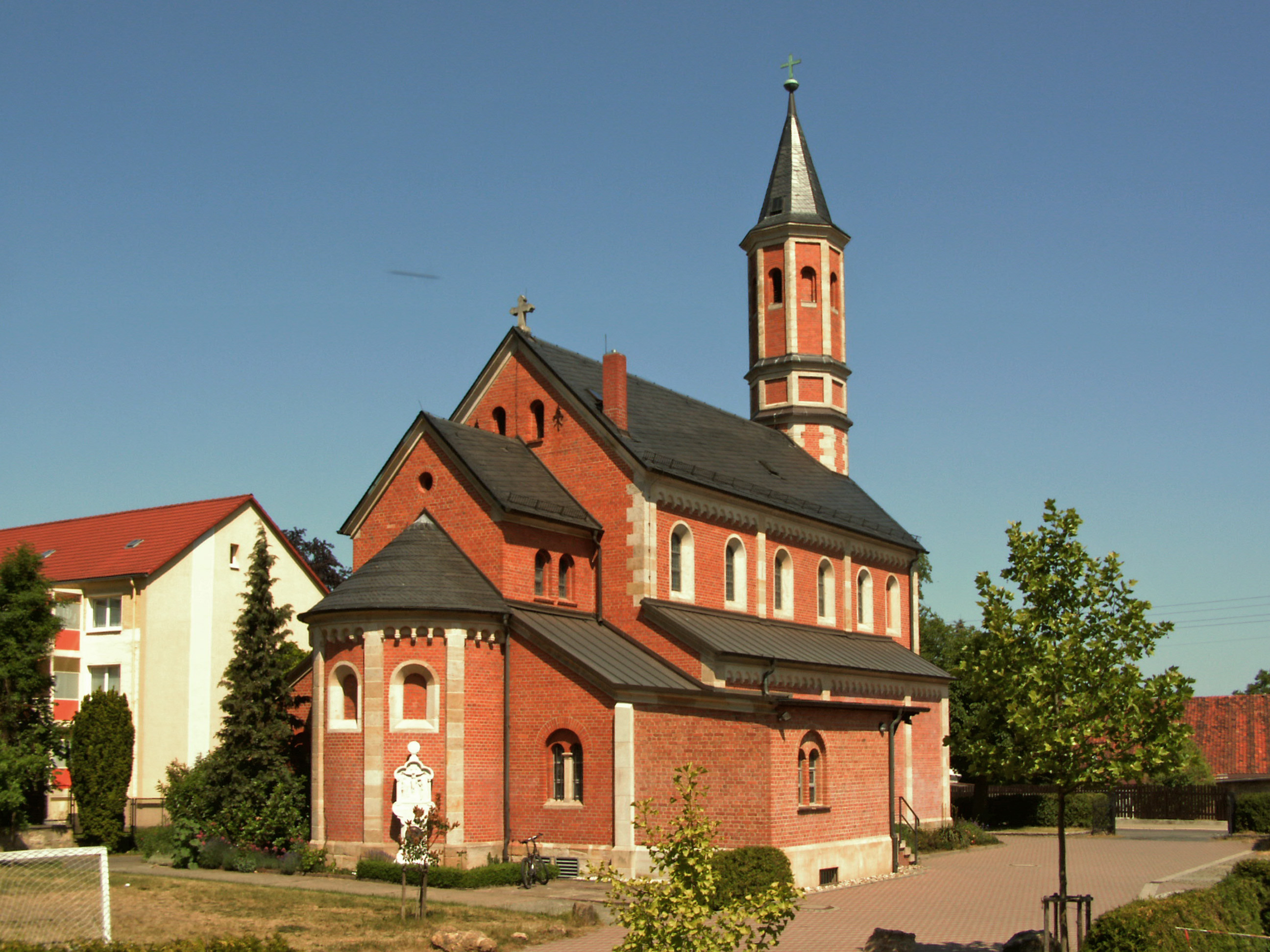
Katholische Kirche St. Josef

- Oberhalb des Rathauses steht die mittelalterliche Pfarrkirche St. Bartholomäus, auch Bergkirche genannt. Im Turm und im Chor der Kirche stecken spätromanische Mauerteile aus der Zeit um 1200. Die Stifterfiguren im Chor, wohl um 1300, gehören zu der weiteren Nachfolge der Naumburger Stifterfiguren. Heute gehört die Kirche zur evangelisch-lutherischen Kirchengemeinde in Blankenburg.
- Die evangelisch-lutherische Lutherkirche, im Georgenhof an der Herzogstraße gelegen, wurde im 19. Jahrhundert neugotisch gestaltet. Ursprünglich wurde das Gotteshaus Heiliggeistkapelle genannt, heute ist es nach Martin Luther benannt.
- Die katholische Kirche St. Josef, benannt nach Josef von Nazaret, befindet sich an der Helsunger Straße. Sie wurde 1882 im Baustil der Neoromanik errichtet. Ihre gleichnamige Pfarrei gehört zum Dekanat Halberstadt, zu ihr gehörte auch die inzwischen profanierte Kapelle in Hasselfelde.
- Zum Kloster Michaelstein, ein ehemaliges Zisterzienserkloster, gehört die barocke Klosterkirche. Sie wurde 1720 eingeweiht, wird aber seit 2000 nur noch bei besonderen Anlässen für Gottesdienste genutzt.
- Eine Neuapostolische Kirche befindet sich an der Westerhäuser Straße, sie wurde 2007 nach einem Umbau wieder eröffnet.

### Museen

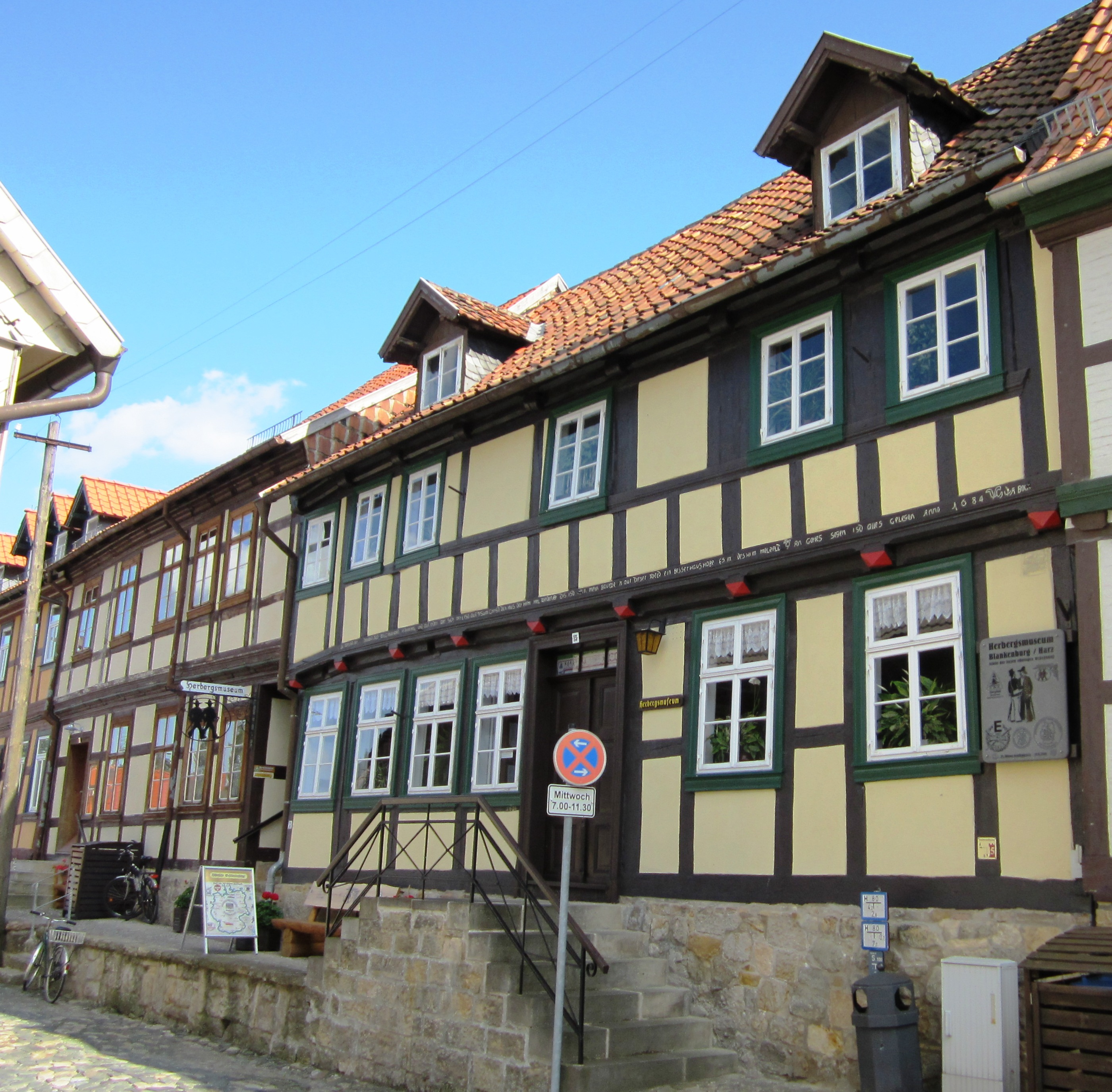
Herbergsmuseum in der Bergstraße

- In Deutschland einzigartig ist das Herbergsmuseum. Es beherbergt eine weiterführende Materialsammlung sowie eine Bibliothek des Handwerks. In Zusammenarbeit mit der Zunft der rechtschaffenen fremden Gesellen, dem Rolandschacht, dem Fremden Freiheitsschacht, der Gesellschaft der Freien Vogtländer Deutschlands, dem Schacht Axt und Kelle sowie dem Freien Begegnungsschacht gibt es Auskünfte über die zünftige Walz der Gegenwart.
- Darüber hinaus gibt es das Kloster Michaelstein mit Kräutergarten und Instrumentenmuseum.

### Geschichtsdenkmale
- Ehrenhain für KZ-Häftlinge und Zwangsarbeiter verschiedener Nationalitäten am eingeebneten Alten Friedhof am Lühner-Tor-Platz
- Gedenkstein zur Erinnerung an die KZ-Häftlinge des KZ-Außenlagers Blankenburg-Oesig nahe der ehemaligen Diesterweg-Schule im Gebiet Oesig
- Gedenktafel in der Mauerstraße 14 an die Verurteilung von 63 Antifaschisten im September 1933

### Musik

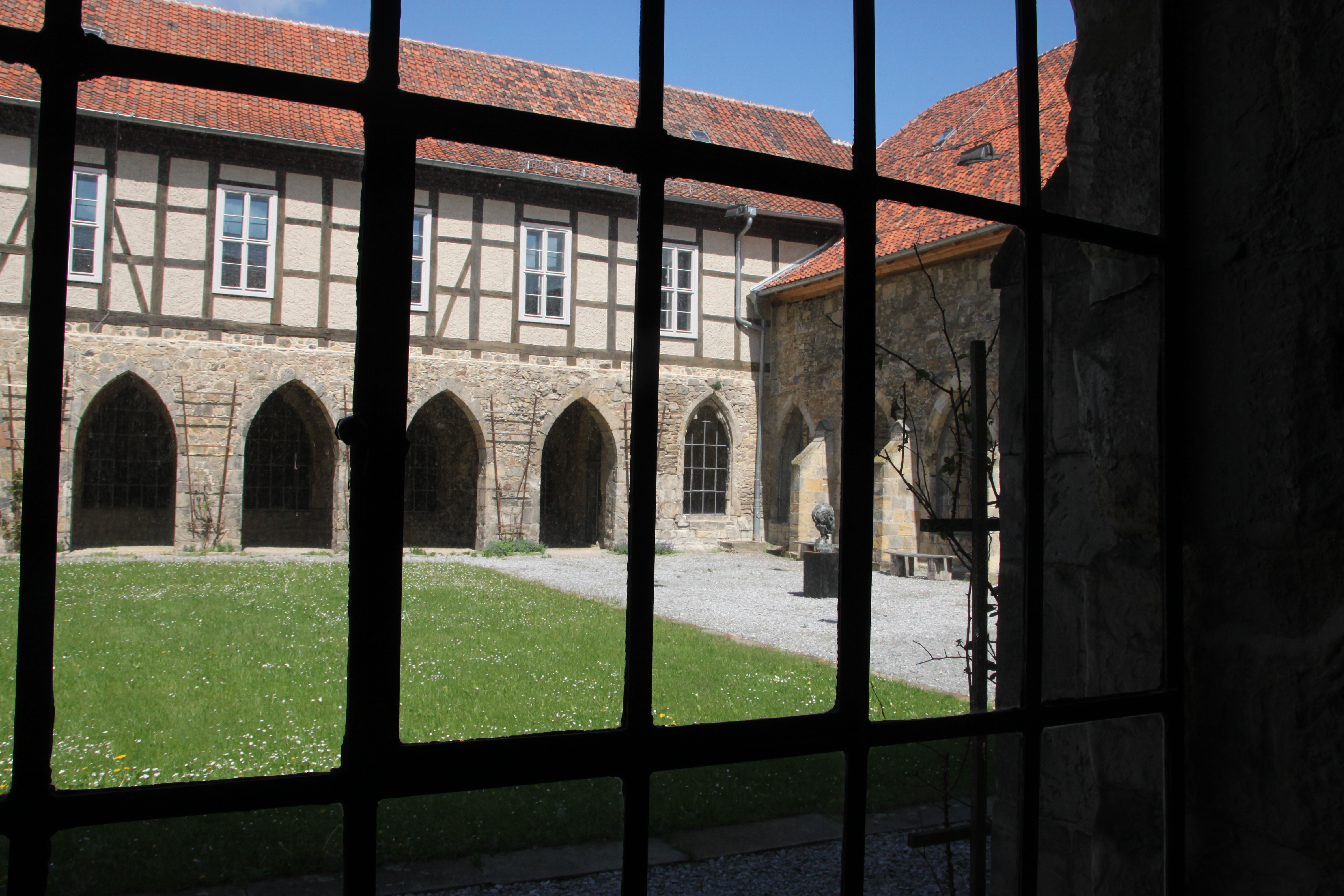
Kloster Michaelstein, Musikakademie für Bildung und Aufführungspraxis

Das Musikleben der Stadt wird unter anderem durch das Telemann-Kammerorchester, die Rock-Pop-Band Markenzeichen, den Gospelchor des Gymnasiums Am Thie sowie das Vokalensemble Spinnesänger geprägt. Als überregional erfolgreiche Musiker sind unter anderem die Band SUNBEAT, Ska-T und die Sängerin Toni Kater zu nennen. Die Musikakademie Kloster Michaelstein kann als ein überregionales Zentrum musikalischen Lebens gelten.

### Film
Insbesondere seit den 2000ern entwickelte sich die Stadt zu einem beliebten Drehort. Besondere Aufmerksamkeit kommt dabei dem Großen Schloss, der Burg Regenstein und den nahebefindlichen Sandhöhlen sowie der Teufelsmauer zu. Blankenburg ist Nebendrehort für die in Quedlinburg spielende ARD-Fernsehserie Alles Klara, hier dient das alte Postgebäude in Blankenburg als Polizeidirektion.
Außerdem wurden Teile des Films Black Death mit Sean Bean in der Hauptrolle gedreht. Für diesen Film dienten das Schloss und die Sandhöhlen als Kulissen. Des Weiteren fanden Dreharbeiten für den Film 1½ Ritter von Til Schweiger auf der Burgruine Regenstein sowie den umliegenden Wäldern statt. Die Romanverfilmung Tschick, die ebenso auf dem Regenstein gedreht wurde, kam im Jahr 2016 ins Kino.

### Regelmäßige Veranstaltungen

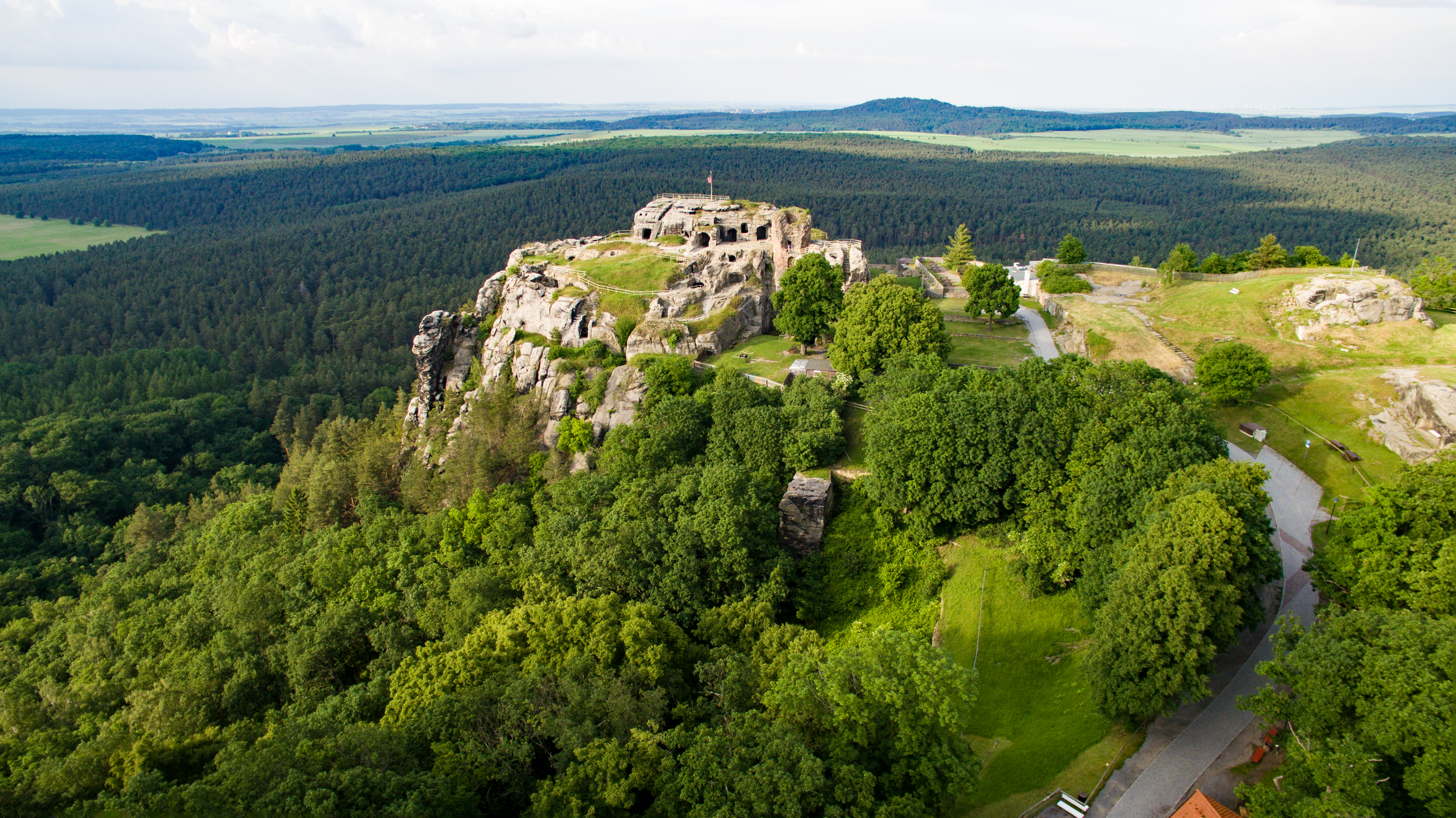
Burgruine Regenstein, Veranstaltungsort des Wikingerfestes und des Rittertuniers

- Blankenburger Karneval (im Sportforum)
- Wikingerfest (Ostern)
- Ritterturnier (im Juli)
- Altstadtfest (im August)
- Michaelsteiner Klosterfest (Anfang August)
- Sternthaler Weihnachtsmarkt
- Historische Wochenenden (Eisenbahnen und Märkte; Barocke Schlossgärten und Parks)
- Michaelsteiner Klosterkonzerte (ganzjährig) im Rahmen der Musikfeste Sachsen-Anhalt
- Blankenburger Schachturnier (im Rathaussaal)

## Wirtschaft und Infrastruktur
Wichtigster Wirtschaftsfaktor von Blankenburg (Harz) sind der Tourismus sowie Einrichtungen des Kur- und Gesundheitswesens. Daneben gibt es noch mehrere kleinere mittelständische Unternehmen und Gewerbetreibende. Ein großes Industrieunternehmen ist die FEW Fahrzeug- und Entwicklungswerk Blankenburg GmbH mit knapp 100 Mitarbeitern, die auf das Jahr 1873 zurückgeht. 1987 arbeiteten dort für die Deutsche Reichsbahn 1.292 Beschäftigte. Danach folgt die Harzer Werke Motorentechnik GmbH mit etwa 60 Beschäftigten, die aus einer 1870 gegründeten Grauguss-Gießerei hervorgegangen ist. Zu DDR-Zeiten produzierte der VEB Harzer Werke Blankenburg unter anderem Guss-Heizkessel und Zylinderlaufbuchsen für Verbrennungsmotoren und gehörte dem Kombinat Gießereianlagenbau und Gußerzeugnisse Leipzig und zuletzt dem Schwermaschinenbaukombinat „Karl Liebknecht“ Magdeburg an. Das Bauunternehmen Umwelttechnik und Wasserbau GmbH hat seinen Sitz in Blankenburg. Es ist der Rechtsnachfolger des Kombinatsbetriebs Speicherbau Ostharz des VEB Spezialbaukombinat Wasserbau.

### Verkehr

#### Straßenverkehr
Blankenburg ist mit den zwei Anschlussstellen Zentrum und Ost unmittelbar an die Bundesautobahn 36 angebunden. Des Weiteren verlaufen die B 27 in Richtung Südwesten und die B 81 in Nord-Süd-Richtung durch Blankenburg.
Zur Entwicklung des Postwesens in Blankenburg (Harz) siehe: Postroute Braunschweig–Blankenburg.
Am südlichen Ortsrand gibt es am Hang aus der Zeit der industriellen Revolution die Überreste der sogenannten Erzstufenbahn.

#### Eisenbahnverkehr
Der Bahnhof Blankenburg (Harz) ist ein Kopfbahnhof und weist für den Güterverkehr eine Umgehungskurve auf. Es gibt Verbindungen nach Elbingerode (Rübelandbahn) (nur Güterverkehr) und nach Halberstadt. Im Streckenverlauf der Rübelandbahn gibt es eine eisenbahntechnische Besonderheit. Aufgrund der Steilheit der Strecke baute man seinerzeit eine Spitzkehre mit ein. Auf den Gleisen dieser Strecke gibt es mehrmals im Jahr Sonderfahrten mit Dampfbetrieb. Regionalexpress-Züge verkehren stündlich nach Halberstadt sowieso zweistündlich umsteigefrei nach Magdeburg. Im 20. Jahrhundert existierte noch eine Bahnstrecke nach Thale und Quedlinburg.

#### Busverkehr
Der öffentliche Personennahverkehr wird unter anderem durch den PlusBus des Landesnetzes Sachsen-Anhalt erbracht. Folgende Verbindungen führen durch Blankenburg:
- Linie 230: Wernigerode ↔ Benzingerode ↔ Blankenburg ↔ Westerhausen ↔ Quedlinburg
- Linie 250: Wernigerode ↔ Benzingerode ↔ Blankenburg ↔ Timmenrode ↔ Thale

Den Busverkehr im Landkreis Harz betreiben die Harzer Verkehrsbetriebe sowie den Stadtverkehr.

#### Radwege
Durch den Ort führt der Radweg der Europaroute (D3) als Teil des Europaradweg R1 und der Hauptstadt-Route (EV2).

### Bildung

#### Schulen
- Grundschulen: Grundschule Am Regenstein, Martin-Luther-Grundschule, Grundschule Derenburg, Grundschule Timmenrode
- Sekundarschule: August-Bebel-Schule
- Gymnasium: Gymnasium Am Thie
- Förderschule: Wilhelm-Busch-Schule

#### Weitere Bildungseinrichtungen
- Landesmusikakademie Kloster Michaelstein
- Aus- und Fortbildungsinstitut des Landes Sachsen-Anhalt
- Akademie Überlingen
- Kreismusikschule
- Kreisvolkshochschule Harz
- VHS Bildungswerk
- Musikschule Schicker

### Freizeit- und Sportanlagen
- Freibad Am Thie
- Freibad in Derenburg
- Sportforum
- Sportplatz „Glück Auf“ Hüttenrode

## Persönlichkeiten
- siehe Liste von Persönlichkeiten der Stadt Blankenburg (Harz)